# Convolvulus kotschyanus
Convolvulus kotschyanus är en vindeväxtart som beskrevs av Pierre Edmond Boissier. Convolvulus kotschyanus ingår i släktet vindor, och familjen vindeväxter. Inga underarter finns listade i Catalogue of Life.